# Heterophleps taiwana
Heterophleps taiwana là một loài bướm đêm trong họ Geometridae.